# Драгољуб Лазаревић
Драгољуб Лазаревић (Крагујевац, 1936 — 1981) био је српски певач народне музике. Био је дугогодишњи солиста Радио Београда.

## Биографија
Рођен је 1936. године у Крагујевцу. Каријеру је почео као ученик гимназије на школским приредбама, а касније у КУД-у „Абрашевић”, чији је био члан.
Студије Правног факултета уписује у Сарајеву, а након завршене прве године факултета, студије наставља у Београду, али никада није дипломирао. По доласку у Београд, своју љубав према народној музици наставља у КУД-у „Ђока Павловић”.
Године 1953. полаже аудицију у Радио Београду, а био је један од најбољих ученика Властимира Павловића Царевца. Лазаревић је у периоду шездесетих и седамдесетих година у односу на друге певаче снимио највећи број изворних народних песама и оставио трајне снимке у архиву Радио Београда. 
Промовисао је севдалинке заједно са Заимом Имамовићем, Надом Мамулом, Бебом Селимовић и другима.
Учествовао је многим фестивалима СФРЈ, компоновао је неколико песама, али је остао веран народној песми.
Преминуо је 1981. године, а сахрањен је на Новом гробљу у Београду.

## Фестивали
- 1965. Београдски сабор - Шта у срцу кријеш
- 1965. Београдски сабор - Имам нано два дилбера / Волим момка из села мога (дует са Аном Благојевић)
- 1966. Илиџа - Чича од Модриче
- 1967. Београдски сабор - Обиш'о сам прела и посела (дует са Аном Благојевић)
- 1967. Фестивал, Јесен - Далматинко, лијепа дјевојко
- 1967. Илиџа - Зелени се лишће орахово
- 1969. Илиџа - Срећан нећу бити
- 1970. Београдски сабор - Шта да радим сад
- 1972. Београдски сабор - Оседлај ми вранчића, прва награда за текст
- 1975. Београдски сабор - Селе Јеле што се не удајеш (дует са Душицом Билкић)
- 1976. Хит парада - Јано, Бојано